# Raymond (Washington)
Raymond è una città degli Stati Uniti d'America, situata nello Stato di Washington, nella Contea di Pacific.